# Économie du Soudan du Sud
L'économie du Soudan du Sud, indépendant du Soudan depuis le 9 juillet 2011, la Guerre civile sud-soudanaise, qui a éclaté en décembre 2013, a compromis le développement économique acquis depuis l'indépendance, rendant difficile l'action humanitaire dans le pays. De ce fait, le Soudan du Sud est confronté à la stagnation économique et à l'instabilité au cours des dix premières années suivant l'indépendance. De plus, la pauvreté est généralisée dans tout le pays en raison des conflits intercommunautaires, des déplacements de population et des effets négatifs de la guerre sur l'industrie pétrolière du pays.
Le Soudan du Sud est en grande partie sous-développé et l’un des pays les moins développés ; la plupart des villes du pays n’ont ni électricité ni eau courante, et les infrastructures générales font défaut, avec seulement 10 000 km (6 200 miles) de routes pavées.

## Généralités
L'économie du Soudan du Sud est largement dépendante de l'aide internationale (11 milliards de dollars de 2005 à 2020) et des importations : 90 % des biens consommés sont importés, surtout de l'Ouganda, du Kenya et du Soudan. La Chine est le principal investisseur, en particulier dans le secteur de l'énergie. Les oléoducs et le commerce maritime passent par Port Soudan, au Soudan, de sorte que les échanges dépendent beaucoup des relations avec ce pays

### Pétrole
Avant l'indépendance, le Soudan du Sud produisait 85 % de la production pétrolière soudanaise. Conformément à l'Accord de paix global (APG), les revenus pétroliers devaient être répartis équitablement pendant toute la durée de l'accord. Le Soudan du Sud s'appuyant sur les oléoducs, les raffineries et les installations portuaires de l'État de la mer Rouge, au Soudan du Nord, l'accord stipulait que le gouvernement de Khartoum recevrait 50 % de l'ensemble des revenus pétroliers. Selon le ministère des Finances et de la Planification économique du gouvernement sud-soudanais, les revenus pétroliers représentent plus de 98 % du budget du gouvernement sud-soudanais, et ont atteint plus de 8 milliards de dollars de recettes depuis la signature de l'accord de paix.
Ces dernières années, d'importants forages pétroliers étrangers ont débuté au Soudan du Sud, rehaussant le profil géopolitique du pays. On trouve du pétrole et d'autres ressources minérales dans tout le Soudan du Sud, mais la région de Bentiu est réputée pour être particulièrement riche en pétrole, tandis que Jonglei, Warrap et les Lacs recèlent des réserves potentielles. Durant les années d'autonomie, de 2005 à 2011, Khartoum a divisé une grande partie du Soudan en blocs, environ 85 % du pétrole provenant du Sud. Les blocs 1, 2 et 4 sont contrôlés par le plus grand consortium étranger, la Greater Nile Petroleum Operating Company (GNPOC). La GNPOC est composée des acteurs suivants: China National Petroleum Corporation (CNPC), avec une participation de 40 % ; Petronas (Malaisie), avec 30 % ; Oil and Natural Gas Corporation (Inde), avec 25 % ; et Sudapet, du gouvernement central du Soudan, avec 5 %.
En raison de la présence du Soudan sur la liste américaine des États soutenant le terrorisme et de l'insistance de Khartoum à percevoir une part des bénéfices de tout accord pétrolier conclu par le Soudan du Sud à l'international, les compagnies pétrolières américaines ne peuvent pas commercer avec le Soudan du Sud, pays enclavé. De ce fait, elles sont quasiment absentes du secteur pétrolier sud-soudanais.

### Eau et agriculture

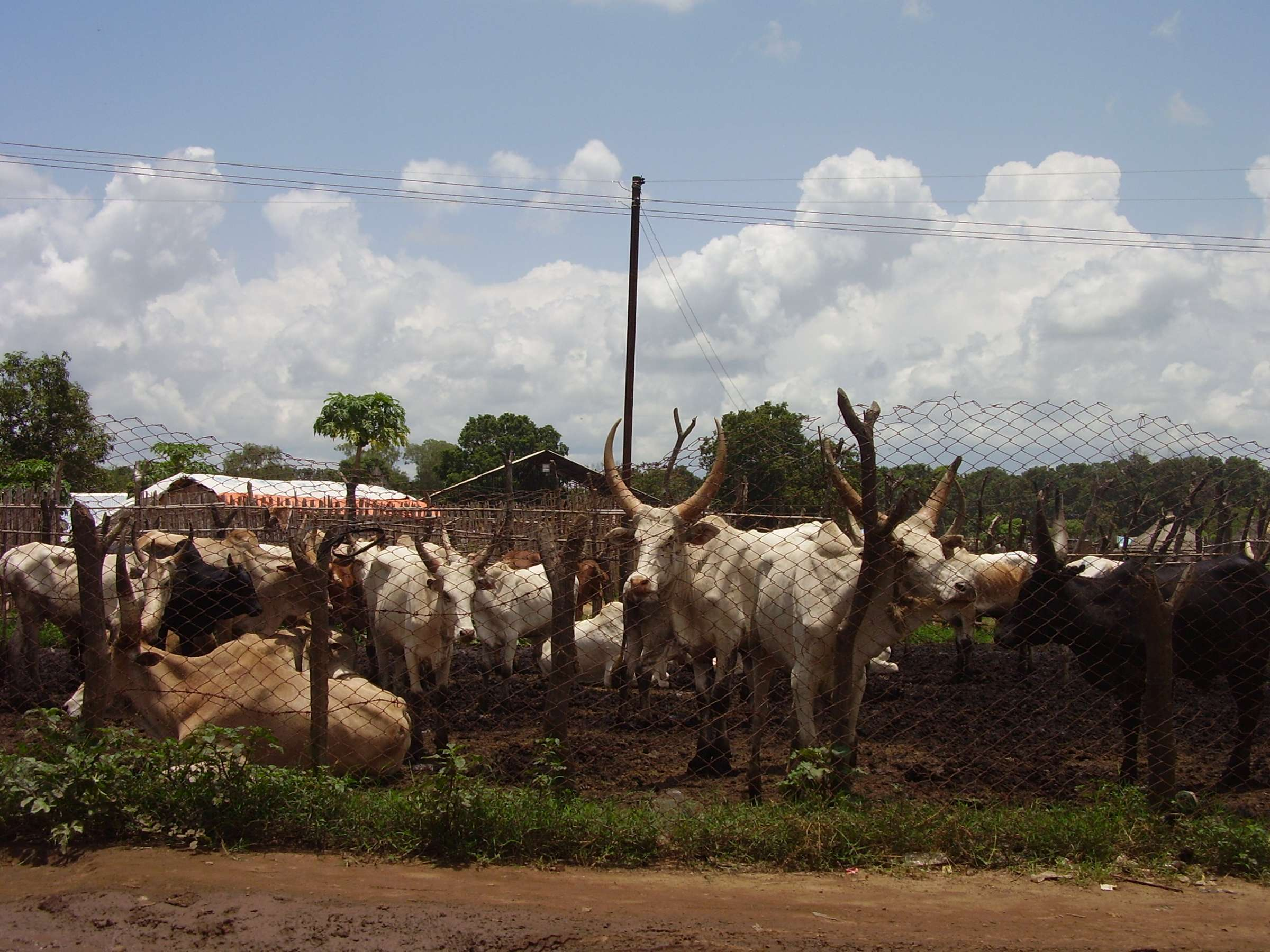
Bétail au Soudan du Sud en 2007.

Le Soudan du Sud est un des rares pays du Sahel à disposer de ressources abondantes en eau par le Nil Blanc et le Bahr el-Ghazal, ce qui lui confère un potentiel important et largement sous-exploité en agriculture et hydroélectricité. Cependant, le Soudan et l'Égypte, situés en aval, s'inquiètent d'un risque de prélèvement massif qui compromettrait leurs propres ressources en eau.
La plus grande partie de la population active pauvre vit de l'agriculture qui est un secteur de petite entreprise mais l'élevage est largement sous contrôle militaire ; l'accès des productions agricoles aux marchés extérieurs est ralenti par le manque d'infrastructures. Le pays a 10 ou 20 millions de têtes de bétail.
L'équilibre alimentaire est précaire et le pays a souffert de plusieurs famines en 1998, pendant la guerre d'indépendance, et en 2017.

### Or
L'or serait depuis 2014 la nouvelle manne (espérée),

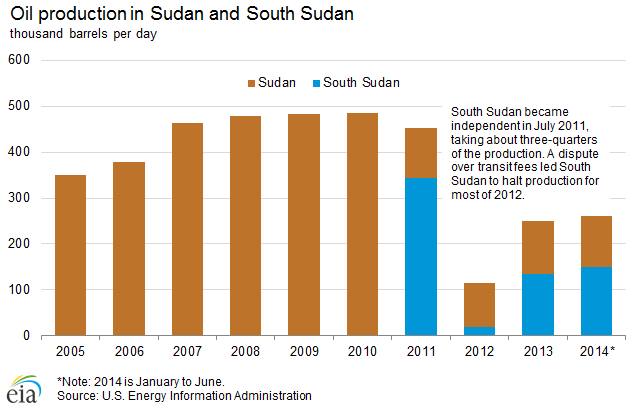
Production pétrolière du Soudan et du Soudan du Sud (projection pour 2014).

## Budget de l’état
Le budget 2011 adopté avant l’indépendance porte sur 2,3 milliards de dollars américains dont 98 % sont issus des revenus pétroliers. Le premier poste de dépense est la sécurité (44 %) une fois les transferts aux États fédérés effectués. L’augmentation des réserves pétrolières devrait, en dépit de l’augmentation des dépenses, permettre un excédent budgétaire. Le Ministère des Finances estimait l’aide internationale allouée au Soudan du Sud pour 2011 à 719 millions USD.

## Adhésion à la Communauté de l'Afrique de l'Est
Les présidents du Kenya et du Rwanda ont invité le gouvernement autonome du Sud-Soudan à présenter une demande d'adhésion dès l'indépendance du Soudan du Sud en 2011, et le Soudan du Sud aurait été candidat à la mi-juillet 2011. Début octobre, l'adhésion du Soudan du Sud était officiellement attendue. Reuters considérait le Soudan du Sud comme le candidat le plus probable à l'élargissement de la CAE à court terme.
Le 17 septembre 2011, le Daily Nation citait un député sud-soudanais déclarant que, bien que son gouvernement soit désireux d'adhérer à la CAE, il retarderait probablement son adhésion, craignant que son économie ne soit pas suffisamment développée pour concurrencer les États membres de la CAE et ne devienne un dépotoir pour les exportations kenyanes, tanzaniennes et ougandaises. Ces propos ont été contredits par le président Salva Kiir, qui a annoncé que le Soudan du Sud avait officiellement lancé le processus de candidature un mois plus tard. La candidature avait initialement été reportée par la CAE en décembre 2012, mais des incidents avec des opérateurs ougandais de boda-boda au Soudan du Sud ont créé des tensions politiques et pourraient retarder le processus.
En décembre 2012, la Tanzanie a officiellement accepté la candidature du Soudan du Sud à la CAE, ouvrant ainsi la voie à l'adhésion du plus jeune État au monde au sixième membre du bloc régional. En mai 2013, la CAE a débloqué 82 000 dollars pour l'admission du Soudan du Sud au sein du bloc, même si cette adhésion pourrait ne pas intervenir avant 2016. Le processus, qui devait débuter après la réunion du Conseil des ministres de la CAE en août 2013, devait durer au moins quatre ans. Lors du 14e Sommet ordinaire de Nairobi en 2012, les chefs d'État de la CAE ont approuvé le rapport de vérification présenté par le Conseil des ministres, puis lui ont demandé d'entamer les négociations avec le Soudan du Sud.
Une équipe a été constituée pour évaluer la candidature du Soudan du Sud ; cependant, en avril 2014, le pays a demandé un report du processus d'admission, probablement en raison de la guerre civile au Soudan du Sud,.
Le ministre des Affaires étrangères du Soudan du Sud, Barnaba Marial Benjamin, a déclaré publiquement en octobre 2015 qu'à la suite des évaluations et des réunions d'un comité technique spécial en mai, juin, août, septembre et octobre, ce comité avait recommandé l'adhésion du Soudan du Sud à la Communauté de l'Afrique de l'Est. Ces recommandations n'avaient toutefois pas été officiellement rendues publiques. Il a été rapporté que le Soudan du Sud pourrait être admis dès novembre 2015, lors du sommet des chefs d'État d'Afrique de l'Est.
L'adhésion du Soudan du Sud à la Communauté de l'Afrique de l'Est a finalement été approuvée en mars 2016 et a officiellement adhéré à l'organisation en signant le traité en avril 2016.